# 7 Łużycka Brygada Obrony Wybrzeża
7 Łużycka Brygada Obrony Wybrzeża (7 BOW) – związek taktyczny Sił Zbrojnych PRL istniejący w latach 1986-1995.
Brygada wchodziła w skład Pomorskiego Okręgu Wojskowego. Popularna nazwa "niebieskie berety".

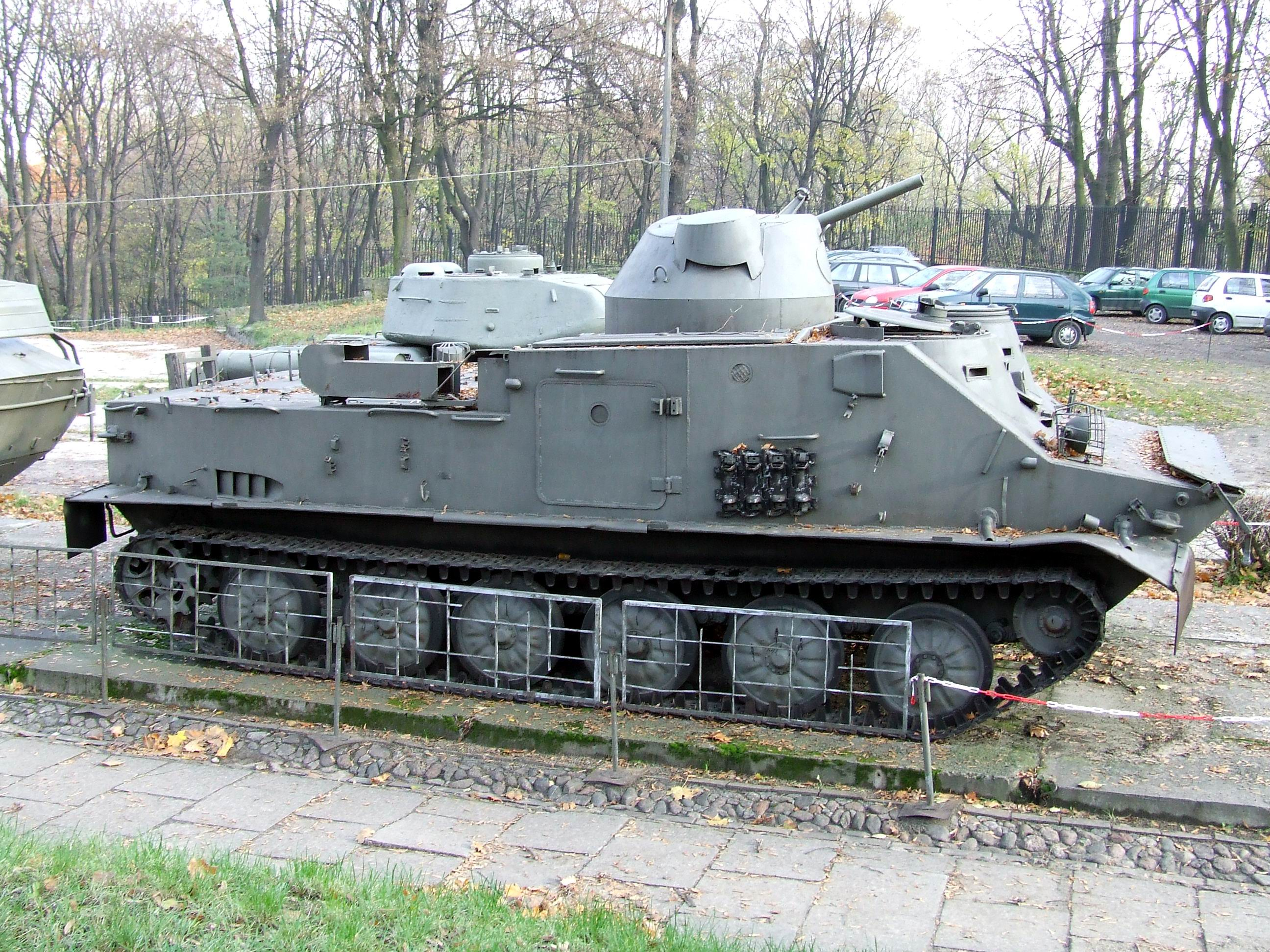
TOPAS – podstawowy transporter opancerzony brygady

## Historia
Rozkazem ministra ON nr 041/Org. z 19.07.1986 r. 7 Łużycką Dywizję Desantową przeformowano w 7 Łużycką Brygadę Obrony Wybrzeża. Początkowo zadania brygady nie uległy zmianie. Zachowano nawet jej dotychczasową strukturę organizacyjną. W 1989 r. brygadę przeformowano na strukturę batalionową. Zmniejszono jej stan osobowy, rozwiązano 11 Batalion Czołgów i 41 Dywizjon Artylerii. Dotychczas samodzielne pododdziały sztabowe (kompanie: łączności i regulacji ruchu) połączono w batalion dowodzenia.
Od początku lat 90. zmieniono przeznaczenie brygady. W szkoleniu skoncentrowano się na przygotowaniu do prowadzenia obrony własnego wybrzeża morskiego a nie, jak wcześniej, tylko na działaniach desantowych. Jednocześnie, w latach 1990-1991 wycofano ze służby lub zmieniono przeznaczenie wszystkich 22 okrętów desantowych projektów 770/771, pozostawiając jedynie kilka nowych okrętów desantowych projektu 767 (Lublin), aczkolwiek ze zmienioną klasyfikacją na okręty transportowo-minowe.
W 1995, ze względu na wyczerpanie limitów eksploatacyjnych podstawowego sprzętu bojowego brygady tj. transporterów opancerzonych TOPAS i czołgów pływających PT-76, brygadę rozformowano tworząc na jej bazie 1 Gdańską Brygadę Obrony Terytorialnej.
Tradycje brygady dziedziczy obecnie 7 Pomorska Brygada Obrony Wybrzeża.

## Struktura organizacyjna (1990)
- Dowództwo i sztab – Gdańsk

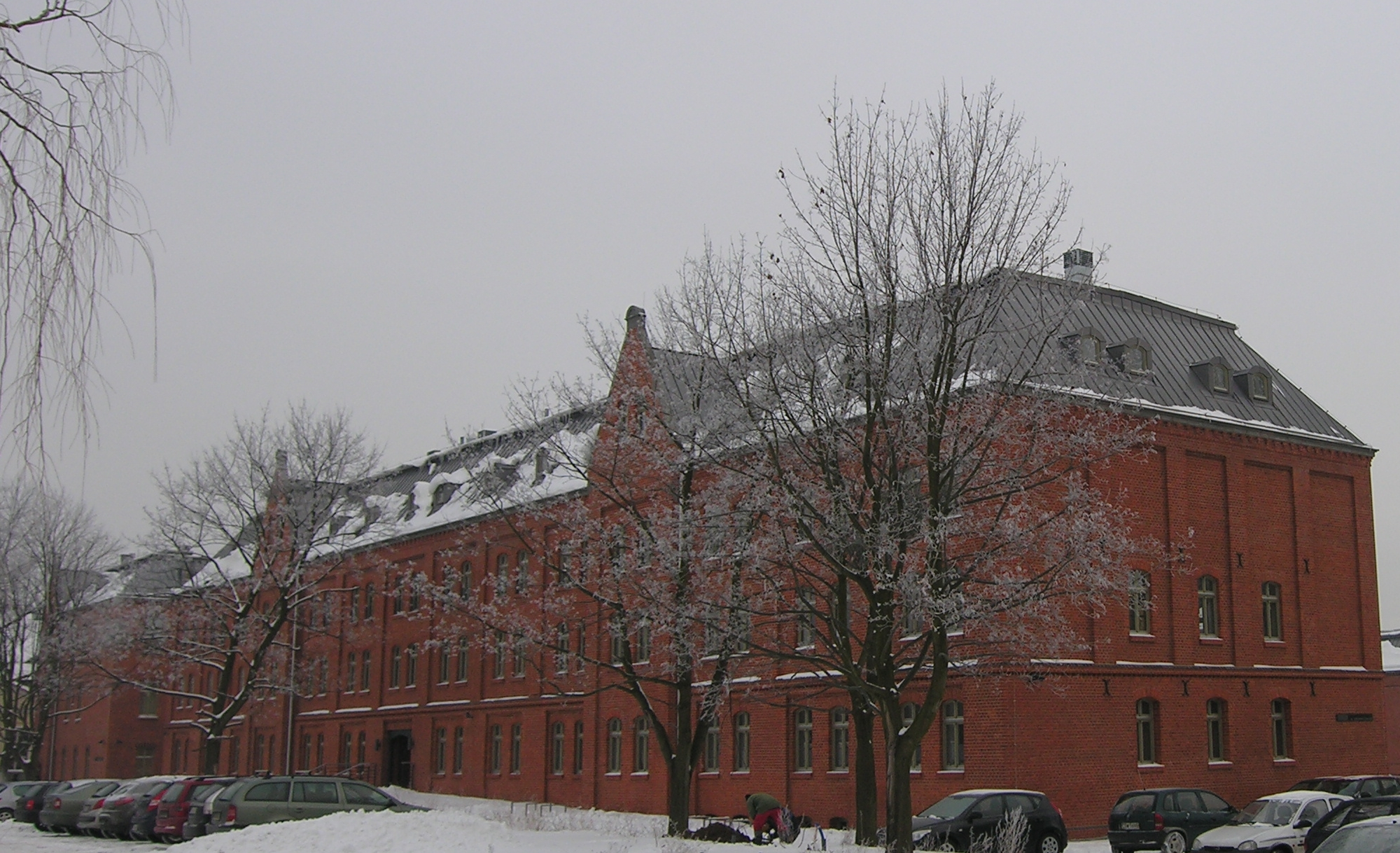
W tych koszarach stacjonowała brygada

- 7 Batalion Dowodzenia (JW 2755[2]) – Gdańsk
- 4 Batalion Obrony Wybrzeża – Lębork
- 34 Batalion Obrony Wybrzeża – Słupsk
- 35 Batalion Obrony Wybrzeża – Gdańsk
- 20 Dywizjon Artylerii Mieszanej – Gdańsk
- 18 Batalion Saperów – Lębork
- 7 Batalion Remontowy – Słupsk
- 29 Dywizjon Artylerii Przeciwlotniczej – Gdańsk
- 23 Kompania Medyczna – Gdańsk
- 7 Kompania Zaopatrzenia – Gdańsk
- 7 kompania przeciwchemiczna - Lębork

## Dowódcy brygady
- płk dypl. Ryszard Lackner (1986-1988)
- płk dypl. Zbigniew Głowienka (1988-1992)
- płk dypl. Andrzej Wołowiecki (1992-1995)

## Przekształcenia
3 i 5 Brygady Obrony Wybrzeża oraz 32 bcz i apanc  →  23 Dywizja Piechoty → 23 Dywizja Desantowa → 7 Łużycka Dywizja Desantowa → 7 Łużycka Brygada Obrony Wybrzeża → 1 Gdańska Brygada Obrony Terytorialnej → 1 Gdański Batalion Obrony Terytorialnej → 1 batalion 7 Pomorskiej Brygady Obrony Wybrzeża